# Jan Duckett
Jan Duckett (ang.) John Duckett (ur. 1616 w miejscowości Underwinter leżącej na terenie hrabstwa Yorkshire, zm. 7 września 1644 w Tyburn) – angielski prezbiter, czczonych przez Kościół katolicki jako męczennik za wiarę, ofiara antykatolickich prześladowań w Anglii okresu reformacji, zabity w wyniku represji związanych z przynależnością do Kościoła katolickiego, wbrew ustanowionej przez Henryka VIII zwierzchności króla nad państwowym Kościołem anglikańskim.

## Geneza męczeństwa - tło historyczne
Okres od 1533 do 1680 roku obfitował w krwawe prześladowania, które przyniosły śmierć świeckim i duchownym katolikom trwającym w łączności ze Stolicą Apostolską i nie podporządkowali się uchwalonemu Aktowi Supremacji co traktowane było jak zdrada stanu. Posługa kapłańska traktowana była równie surowo jak odmowa uznania supremacji króla nad papiestwem (Only supreme head in carth of the Church of England, called Eccelsia Anglicana). Za panowania Karola I Stuarta zabito dwudziestu czterech katolików uznanych za męczenników, a których procesy beatyfikacyjne zakończono w XX wieku.

## Życiorys
Pochodził z rodziny protestanckiej, ale gdy ukończył piętnasty rok życia złożył katolickie wyznanie wiary. W 1623 roku wyemigrował do Douai i tam dziesięć lat później George Leyburn przyjął go do katolickiego seminarium pod nazwą Kolegium Angielskie w Douai. Sakrament święceń kapłańskich otrzymał w 1639 roku. Naukę kontynuował na studiach w Paryżu, aż do odwołania do Douai w 1642 roku kiedy powierzono mu potajemną posługę w kraju rodzinnym. Zanim w Boże Narodzenie dotarł do docelowego Durham, zatrzymał się w Newport u swojego krewniaka przeora kartuzów, syna męczennika Jakuba Duckett'a. Aresztowany został w drodze do narodzonego dziecka z sakramentem chrztu. Wraz z współwięźniem Rudolfem Corby'm więziony był w Sunderland, a później przewiezieni zostali do londyńskiego więzienia Newgate. Dla ochrony innych więźniów przyznał iż jest kapłanem. Skazany został na śmierć przez powieszenie i poćwiartowanie, a wyrok wykonano 7 września 1644 roku w Tyburn.
Materiały o życiu i męczeństwie Jana Ducketta i Rudolfa Corby'ego opublikował w książce „Certamen triplex” ojciec Ambroży Corby, brat Rudolfa.

## Znaczenie
Jana Ducketta razem z Rudolfem Corby beatyfikował papież Pius XI 15 grudnia 1929.
Wspomnienie liturgiczne błogosławionego Jana Duckett'a w Kościele katolickim obchodzone jest w Dies natalis (7 września).
Jest patronem szkoły „Blessed John Duckett RC Primary School” pod Newcastle upon Tyne.